# Ole Tidemand
Ole Tidemand (født 31. oktober 1709 i Kristiania, død 9. januar 1778 i Kristiansand) var en norsk biskop.
Tidemand deponerede fra sin fødebys skole 1728, vendte så tilbage til Norge som huslærer, tog 1731 teologisk eksamen, vendte så tilbage 
til sognepræst i Sandeherred Chr. Callundan, hvis ældste datter, Charlotte Eleonora (født 1719, døbt 3. maj, død 20. marts 1789), han ægtede 14. august 1732. 2 år levede han nu som informator, til han 1734 blev personel kapellan i Hedrum. Her vakte han opsigt som talentfuld prædikant af pietistisk retning. I 1739 skal endog Generalkirkeinspektionskollegiet have villet indstille ham til stiftsprovst i Kristiania, men det lykkedes ikke, hvorimod han 1741 blev sognepræst i Hedrum. Han forflyttedes 1743 til Bergen som 1. residerende kapellan til Nykirken, hvor han straks blev succederende sognepræst, 1746 vicepastor og året efter stiftsprovst og sognepræst til Domkirken. Da Pontoppidan blev kaldet til København som prokansler, blev Tidemand 1755 vicebiskop og 1757 virkelig biskop efter et ihærdigt arbejde for at opnå denne værdighed, medens Pontoppidan endnu levede og oppebar bispestolens indtægter. I 1760 blev han Dr. theol. for en disputats de studio honoris illicito, der indeholder omtrent alt, hvad Bibelen taler imod hovmod og ærgerrighed, og for så vidt tyder på, at Tidemand ikke manglede lærdom. Når han havde opnået at blive virkelig biskop uden sin bispestols indtægter, var det en selvfølge, at det næste ledige bispeembede måtte tilfalde ham, og han blev således 1762 biskop i Kristiansand. Tidemands begyndelse var ikke heldig, da han blev nødt til at ægte sin 13-årige elev, der 22. oktober 1732 blev moder, længe før hun var 14 år gammel. Hans talegaver bragte imidlertid dette i forglemmelse og lod ham gøre en betydelig lykke på embedsbanen. Den synes imidlertid at have steget ham til hovedet, og hans optræden over for Pontoppidan var i høj grad skikket til at forøge de store byrder, det bergenske bispeembede lagde på denne. Som vikarierende og fungerende biskop fik han det rigelig igen af præster, der ingen myndighed tålte og satte hårdt mod hårdt. Også i Kristiansand lå han i strid – blandt andet med stiftamtmanden og magistraten –, og disse sager vare ikke skikkede til at forøge agtelsen for hans personlighed. Skal man dømme ham efter stilen i hans mange breve til fyrstelige personer og stormænd, så må han have været en stor smigrer, men den tid, hvori han levede, har vel sin del heri. Nogen varig frugt af hans virksomhed er der ikke.